# 西日本新聞社
株式会社西日本新聞社（にしにっぽんしんぶんしゃ、英: THE NISHINIPPON SHIMBUN CO.,LTD.）は、福岡県福岡市に本社を置く日本の新聞社である。北海道新聞社、 中日新聞社と共にブロック紙3社連合を結成している。
コーポレート・スローガンは「わたしたちの九州」。新聞販売店の愛称は「西日本新聞エリアセンター」。

## 概要
西日本新聞を発行。なおスポーツ紙の西日本スポーツ（西スポ）は、2023年3月31日付を以て紙の新聞発行を終え、ウェブ版に完全移行している。1992年にフクニチ新聞が事実上廃刊して以降は、福岡県全体をカバーする唯一の地元新聞（事実上の県域紙）となっており、同県のほか、佐賀県・長崎県・熊本県・大分県の北部九州5県にネットワークを持つ。このため、新聞の区分としてはブロック紙に位置づけられ、中日新聞社、北海道新聞社と合わせた｢ブロック紙3社連合｣を形成している。福岡市を中心とした福岡都市圏での購読率が特に高く、北九州市や久留米市等を含めた福岡県全域の発行部数シェアにおいては、読売新聞を上回り首位を占めている（北九州都市圏においては毎日新聞をはじめとした全国紙の後塵を拝している）。
九州全県の民放局に出資する中、フジテレビ系列の株式会社テレビ西日本（TNC）と特に深い関係に在ると言われるが、株式会社テレビ長崎（KTN。フジテレビ系列）や、TNCと同じく福岡県を放送対象地域とする株式会社TVQ九州放送（TVQ。テレビ東京系列）の方が、議決権の総数に対する議決権の比率が高い。
スポーツ面のみならず地元の福岡ソフトバンクホークス中心の報道姿勢が目立つ。また、アビスパ福岡のユニフォームスポンサーを2011年シーズン途中から務めていた。なお2024年度はオフィシャル・パートナーとなっている。
高校生による武道の大会である金鷲旗高校柔道大会、玉竜旗高校剣道大会を主催することで全国的に知られており、「武道の盛んな九州」のイメージ定着に一役買っている。
古くから産経新聞社（フジサンケイグループ）とは同社が発行する産経新聞とは主義主張が正反対であるが、販売面などで協力関係を結んでおり、福岡県や佐賀市の一部西日本新聞販売所で産経新聞を扱っているほか、かつてはサンケイスポーツと西日本スポーツとで中央競馬の記事など一部紙面協力関係にあった。
そのため、当時から産経新聞の九州総局も西日本新聞会館内にあったが、2009年4月1日に九州・山口本部（現・西部本部）に昇格した際、オフィスが渡辺通りにあるサンライトビルに移転し、同年10月1日から、九州・山口特別版としてリニューアル発刊後は、毎日新聞西部本社の印刷工場（毎日新聞九州センター鳥栖印刷工場、佐賀県鳥栖市）に印刷を委託している。他方、2013年4月2日からは、中央競馬の記事についても西スポの紙面提携は同じブロック紙である中日スポーツと結ぶ等、提携関係に変化が見られる。
また、2010年から2011年にかけて、佐賀新聞社からの印刷を、同社グループの印刷会社が受託していた。佐賀新聞本社内の印刷室の改修や輪転機の入替に伴うもの。
かつては山口県・宮崎県・鹿児島県・沖縄県でも発行されていたが、広告収入の落ち込みや製作費上昇などを受け、山口県と沖縄県については2009年3月31日限りで、事業エリアから外した（総局の閉鎖及び新聞の発行・販売打ち切り）。その一方で、2010年10月1日付で北九州支社を「北九州本社」に格上げし、北九州地域での取材力・販売強化を図っている。また、宮崎県や鹿児島県に至っては、地元県紙や大手全国紙に比べ、発行部数が極端に少ない為、2010年から宮崎・鹿児島両県の県域地方版を統合して「南九州ワイド版」に、番組表も両県同一の内容に再編したが、2018年3月31日をもって、西日本新聞及び西日本スポーツの両県での発行・販売を打ち切り、延岡市と薩摩川内市にある支局も閉鎖された。

### 民放テレビ局との関係（日本テレビ・フジテレビとの関係）
西日本新聞グループのテレビ西日本（TNC）は当初現在の北九州市に本社を置き、1958年8月28日に日本テレビ系列（NNN）局として開局した。が、1964年9月23日に読売新聞が九州に進出したこと（読売新聞西部本社の設置）に、特に読売と対立し、かつ合併後の存続会社となっていた旧福岡日日新聞系の役員・社員を中心に反発が起き、1964年10月1日にTNCは現在のフジテレビ系列（FNN）へ移籍した。一方でフジテレビ系列とNETテレビ（現・テレビ朝日）系列のクロスネット局だった九州朝日放送（KBC）はNETテレビ系列（現・テレビ朝日系列）へネットチェンジしている。
その後、第4局として1969年4月1日に日本テレビ系列新局・福岡放送（FBS）が開局した。同局は読売新聞・九州電力系列であるが、福岡財界の求めに応じた形で、西日本新聞も大株主となっている。
また、FBSの開局とほぼ同時期、1969年から翌1970年にかけて開局した九州各県のUHF民放テレビ第2局は、TNCのネットチェンジがきっかけで、朝日新聞の提携関係を理由にTBS系列（JNN）の長崎放送（NBC）がNET→テレビ朝日の番組の優先権を譲らなかったため、テレビ朝日系列となるANNに加盟しなかったテレビ長崎（KTN）および、直接受信による福岡県・熊本県などの民放テレビ局の視聴が可能な地域が多いという佐賀県の電波事情により開局当初からフジテレビ系列の単独ネット局として開局したサガテレビ（STS）を除き、テレビ熊本（TKU）やテレビ宮崎（UMK）などがフジテレビ系列をメインとした日本テレビ系列・テレビ朝日系列との3系列クロスネット局（TBSテレビ以外の全キー局と提携）で開局した。これには、RKB毎日放送（RKB）を筆頭とする九州の民放第1局がマイクロ回線の都合上でJNNに加盟した関係もあった。
だが、TNCは元々日本テレビ系列局として開局したことや、西日本新聞の傍系の前身である「九州日報」は合併前まで読売新聞が経営していたことに加えて、福岡第4局のFBSや福岡・佐賀以外の九州の民放第2局のほとんどは西日本新聞と読売新聞などが相乗りで出資した局であり、NNN・FNNのクロスネット局だったKTNはクロスネット時代の放送時間総比率が日テレ系6：フジ系4という割合だった。また、NNN・FNN・ANNの3系列クロスネット局として開局したテレビ大分（TOS）と鹿児島テレビ放送（KTS）の2局は、どちらかと言えば日本テレビ系・テレビ朝日系寄りの番組編成になっており、地域によっては番組編成が大きく異なっていた。
そのため、編成の都合上、これらのクロスネット局でネットできない日本テレビ・テレビ朝日両系列の番組に加えて、大分県・鹿児島県ではフジテレビ系列の一部番組についても、それぞれTBS系列局の大分放送（OBS）と南日本放送（MBC）が番販（一部はスポンサードネット、および同時ネット）扱いで放送しており、東京12チャンネル→テレビ東京も含めて、これら2局では関東の民放キー局5系列の番組が混在していた。また、本来の加盟局となる各クロスネット局よりも、競合するTBS系列局のほうが日本テレビ・テレビ朝日両系列のいずれかの番組編成の割合が高かった地域もあった。
1982年4月1日に日本テレビ系列の熊本県民テレビ（KKT）が、同年10月1日にはテレビ朝日系列の鹿児島放送（KKB）が開局されたことにより、TKUはFNN・ANNのクロスネット局に、KTSはNNN・FNNのクロスネット局になり、南九州の東シナ海側を中心に複雑なネット事情はある程度改善された。
とはいえ、1982年10月1日から1989年9月30日までにかけての7年間、当時の九州地方のクロスネット局の平日帯の編成は、以下のようになっていた。
- 朝のニュース：NNNフルネット局のFBSとKKT同様、UMK以外のクロスネット局3局[注釈 17]は日本テレビ系列（NNN）の同時ネット[注釈 18]
- 昼のニュース：FNNフルネット局のTNC・STS以外は他系列のニュース番組の同時ネットとなっており、ANNにも加盟していたTKU・TOS・UMKは原則的にANNフルネット局のKBCとKKB同様テレビ朝日系列（ANN）の同時ネットで[注釈 19]、NNN・FNNクロスネット局のKTN・KTSはFBS・KKT同様日本テレビ系列（NNN）の同時ネット[注釈 20]
- 最終便のニュース：KTN・TOS・UMK・KTSはNNN加盟局ということで、原則的にFBSとKKT同様日本テレビ系列（NNN）の同時ネット[注釈 21]

そのため、福岡県（TNC）や佐賀県（STS）を除いて、当時の朝8時30分台のワイドショー番組や夕方以外のFNN系列のニュース番組は地域や時間帯によってネットできず、またフジテレビ系列のプライムタイムの番組を同時ネットで視聴できる地域は曜日や時間帯によって限られていた。フジテレビ系の平日正午の番組枠についても、同時ネットしていたのはTKU・UMK・KTSのみであり、KTNは日テレ平日正午の番組を、TOSはANNニュースからの流れでテレ朝平日正午の番組を放送していた。
その後、平成に入ると、TKUは1989年10月1日にテレビ朝日系列の熊本朝日放送（KAB）が、KTNは1990年4月1日にテレビ朝日系列の長崎文化放送（NCC）と1991年4月1日に日本テレビ系列の長崎国際テレビ（NIB）が、KTSは1994年4月1日に日本テレビ系列の鹿児島読売テレビ（KYT）が、NIBと同時に開局した福岡県のTVQ九州放送（TVQ。テレビ東京系列）と共にそれぞれ平成新局として開局されたため、3局（KTN・TKU・KTS）は現在フジテレビ系列のフルネット局になったが、UMKは現在もフジテレビ系列メインの3系列クロスネット局であり、TKU・UMK・KTSと同じく日テレ・フジ・テレ朝系の3系列クロスネット局として開局したTOSは1993年10月1日に平成新局であるテレビ朝日系列の大分朝日放送（OAB）の開局により、現在は日本テレビ系列・フジテレビ系列のクロスネット局として現在に至る。

## 社史
ここでは会社の歴史について述べる。発行している新聞の歴史は各項を参照のこと。
- 1877年（明治10年） - 「筑紫新聞」創刊。
- 1878年（明治11年） - 「めさまし新聞」創刊。
- 1879年（明治12年） - 「めさまし新聞」が「筑紫新報」に改題。
- 1880年（明治13年） - 「筑紫新聞」と「筑紫新報」が合併して「福岡日日新聞」創刊。
- 1887年（明治20年） - 「福陵新報」創刊。
- 1898年（明治31年） - 「福陵新報」、「九州日報」と改称。
- 1931年（昭和6年） - 「西日本新聞連盟」結成。福岡日日新聞が盟主となる。構成社は福岡日日新聞、関門毎夕新聞、佐賀日報、長崎民友新聞、佐世保民友新聞、九州日日新聞もしくは九州新聞のいずれか一方、大分日報、日州新聞及び鹿児島毎日新聞。
- 1940年（昭和15年） - 「九州日報」、旧読売新聞社の経営に移る。
- 1943年（昭和18年）4月17日 - 新聞統制により福岡日日新聞合資会社と株式会社九州日報社が福岡日日を実質の存続会社として合併、西日本新聞社発足。なお「西日本新聞」の発行自体は前年8月10日から福岡日日社が行っていた。
- 1949年（昭和24年）5月21日 - 新聞社に昭和天皇の戦後巡幸。過去の新聞資料等を視察[7]。
- 1950年（昭和25年） - 中部日本新聞社（現・中日新聞社）、北海道新聞社と「新聞3社連合」（現在の「ブロック紙3社連合」）創設。
- 1952年（昭和27年） - 第1回九州一周駅伝競走大会開催。
- 1955年（昭和30年） - 「西日本スポーツ（西スポ）」創刊。
- 1957年（昭和32年）4月23日 - 南極観測船宗谷を取材するためのチャーター機が鹿児島県東町に墜落。乗員2人死亡[8]。
- 1959年（昭和34年） - 第1回「金鷲旗争奪高校柔道大会」「玉竜旗争奪高校剣道大会」開催。
- 1975年（昭和50年） - 福岡市中央区天神1丁目に新社屋「西日本新聞会館」完成（下層階は大丸福岡天神店）。
- 1990年（平成2年）1月1日 - CI（コーポレートアイデンティティ）導入、社章ロゴ・社旗を変更。現在使われている社章のデザインは松永真が手掛けた。
- 1996年（平成8年） - ホームページ開設。
- 2009年（平成21年）3月31日 - 西日本新聞、西スポの、山口県及び沖縄県における発行・販売を、この日限りで終了。
- 2010年（平成22年）10月1日 - 北九州支社を「北九州本社」に組織変更。[5]
- 2011年（平成23年）10月 - 西日本新聞グループ折込7社(西日本新聞福岡折込センター、西日本新聞開発、西日本新聞久留米折込センター、西日本新聞筑豊折込センター、西日本新聞北九州折込センター、西日本オリコミ（佐賀）、西日本新聞長崎県折込センター)が合併し、西日本新聞総合オリコミ発足。[9]
- 2016年（平成28年）10月 - 「西日本新聞電子版」を創刊。
- 2017年（平成29年）6月- 輪転機を更新し5セット体制へ。
- 2018年（平成30年）3月 - 西日本新聞博多駅前ビルを取得。
- 2018年（平成30年）3月31日 -西日本新聞、西スポの、宮崎県及び鹿児島県における発行・販売を、この日限りで終了[10]。
- 2018年（平成30年）4月 - 西日本新聞会館と西日本エルガーラビルとが合併し、西日本新聞ビルディングへ。[11]
- 2019年（令和元年）5月1日 - 25年ぶりの料金改定[12][13]。月ぎめ購読料4037円から4400円、１部売りは140円から150円に。
- 2019年（令和元年）9月 - 紙媒体とデジタル媒体を同等に位置づけ、多メディア発信する「統合編集」を開始。
- 2019年（令和元年）12月 - 株式会社悠研社を買収。
- 2021年（令和3年）2月 - 電子版「西日本新聞me」のWEB版をリリース。
- 2021年（令和3年）4月 -電子版「西日本新聞me」のアプリ版をリリース。
- 2021年（令和3年）4月 -　連結子会社の西日本新聞プロダクツを設立。[14]
- 2022年（令和4年）1月 - 輪転機を5セット体制から4セット体制に縮小。
- 2022年（令和4年）4月 - 西日本新聞プロダクツが、西日本新聞社一部業務とグループ会社の西日本新聞印刷、西日本新聞トップクリエ、西日本新聞エス・ピーセンター、西日本新聞福岡販売、ぐらんざの５社を吸収合併。[15]
- 2023年（令和5年）3月31日 - 「西日本スポーツ」紙面発行終了、「西スポWEB OTTO!」をリリース[16][17]。
- 2023年（令和5年）4月 -  西日本新聞社の販売局業務と西日本新聞プロダクツの業務を融合。[18]
- 2023年（令和5年）8月 - 西日本新聞社の技術局業務と西日本新聞プロダクツの業務を融合。[19]
- 2023年（令和5年）9月 - 資本金1億円に減資。税務上「中小企業」に。[20]
- 2024年（令和6年）5月1日 - 5年ぶりの料金改定。月ぎめ購読料4400円から4900円、１部売りは150円から160円に。[21]

### 記念誌
- 1951年（昭和26年）発行 西日本新聞社史（西日本新聞社 編、437ページ）
- 1962年（昭和37年）発行 西日本新聞戦後小史（西日本新聞社史編纂委員会 編集、169ページ）
- 1978年（昭和53年）3月発行 西日本新聞百年史（西日本新聞社 編、720ページ）
- 1988年（昭和63年）10月発行 西日本新聞百十年史（西日本新聞社 編、167ページ）
- 1997年（平成9年）4月発行 西日本新聞百二十年史（西日本新聞社 編、523ページ）
- 2007年（平成19年）4月発行 西日本新聞百三十年史（西日本新聞社 発行、668ページ）
- 2017年（平成29年）10月発行 西日本新聞140年史（西日本新聞社 編、619ページ）

## 業績推移

### 連結
| 単位(千円)  | 売上高     | 営業利益  | 経常利益  | 当期純利益 |
| ----------- | ---------- | --------- | --------- | ---------- |
| 2009年3月期 | 65,628,234 | 1,059,429 | 1,239,201 | 274,373    |
| 2010年3月期 | 63,851,519 | 1,704,805 | 2,026,820 | 479,655    |
| 2011年3月期 | 61,776,805 | 1,544,424 | 1,793,866 | 634,005    |
| 2012年3月期 | 60,316,640 | 1,623,699 | 1,979,214 | 439,272    |
| 2013年3月期 | 60,167,773 | 1,658,491 | 1,988,050 | 868,791    |
| 2014年3月期 | 59,718,504 | 1,484,063 | 1,775,603 | 640,438    |
| 2015年3月期 | 57,791,238 | 1,515,718 | 1,914,141 | 550,573    |
| 2016年3月期 | 56,454,435 | 1,691,946 | 1,869,870 | 2,878,000  |
| 2017年3月期 | 54,699,063 | 1,658,677 | 2,056,332 | 1,292,662  |
| 2018年3月期 | 53,526,000 | 1,604,000 | 1,937,000 | 1,392,000  |
| 2019年3月期 | 50,786,000 | 1,648,000 | 2,000,000 | 1,446,000  |
| 2020年3月期 | 41,673,000 | 1,008,000 | 1,270,000 | 1,562,000  |
| 2021年3月期 | 34,974,000 | 1,167,000 | 1,680,000 | ▲424,000   |
| 2022年3月期 | 33,596,000 | 1,130,000 | 1,626,000 | 636,000    |
| 2023年3月期 | 32,928,000 | 829,000   | 1,272,000 | ▲2,746,000 |
| 2024年3月期 | 33,905,000 | 1,722,000 | 2,029,000 | 1,401,000  |

### 単体
| 単位(千円)  | 売上高     | 営業利益 | 経常利益  | 当期純利益 |
| ----------- | ---------- | -------- | --------- | ---------- |
| 2009年3月期 | 32,238,077 | ▲83,950  | 319,485   | 79,781     |
| 2010年3月期 | 30,884,310 | 344,925  | 651,326   | 422,022    |
| 2011年3月期 | 29,947,461 | 270,254  | 541,553   | 184,484    |
| 2012年3月期 | 29,265,180 | 396,557  | 833,105   | 38,466     |
| 2013年3月期 | 29,172,700 | 341,226  | 605,473   | 189,502    |
| 2014年3月期 | 27,759,242 | 119,323  | 409,406   | 159,758    |
| 2015年3月期 | 26,777,907 | 8,710    | 358,801   | ▲76,498    |
| 2016年3月期 | 25,853,731 | 93,784   | 457,436   | 54,154     |
| 2017年3月期 | 24,735,947 | 120,638  | 453,886   | 370,908    |
| 2018年3月期 | 22,533,000 | 93,000   | 497,000   | 868,000    |
| 2019年3月期 | 21,227,000 | 152,000  | 919,000   | 787,000    |
| 2020年3月期 | 20,824,000 | ▲482,000 | 498,000   | 1,299,000  |
| 2021年3月期 | 18,771,000 | 39,000   | 709,000   | ▲908,000   |
| 2022年3月期 | 17,097,000 | ▲29,000  | 1,133,000 | 672,000    |
| 2023年3月期 | 16,853,000 | ▲218,000 | 938,000   | 533,000    |
| 2024年3月期 | 16,837,000 | 95,000   | 696,000   | 144,000    |

## ネットワーク

### 本社
〒810-8721　福岡市中央区天神一丁目4-1 西日本新聞会館（西日本渡辺ビル）
下層階には百貨店大手の大丸福岡天神店が入居している（子会社の博多大丸が運営）。
ビルは新聞社が入る上層と大丸が入る下層の間に1フロアの空間(現在は喫煙所となっている)がある。

### 北九州本社
〒802-0005　北九州市小倉北区堺町一丁目2-16 十八銀行第一生命共同ビル4階
『歩く、新聞。』という独自のキャッチフレーズを持つ。
支社時代から小倉北区田町19-5に自社建物を有し、地域本社化後も引き続き使っていたが、機能拡張と建物自体の老朽化のため、2012年2月12日現在地に移転した。2014年迄に入居していた一社・共同通信の福岡支社北九州分室も移転し、土地は売却され建物は解体。跡地には民間の手で高層集合住宅が建てられた。
テレビ西日本がまだ北九州市内に本社を置いていたころに出した十年史（1968年同社刊）の記述によると、当初同社は田町社屋に同居する形で本社を設けることも検討したが、テレビ局を作るには敷地が狭かったことなどから最終的に八幡市への本社設置に至ったという。その結果田町社屋は西日本新聞社系の単独設置となり、建物は地上3階建てとなった一方、塔屋は新聞題字の電照サインを配した垂直に高い構造となった。

### 支社
東京支社
〒104-0028　東京都中央区八重洲2丁目8-7 福岡ビル
大阪支社
〒541-0041　大阪市中央区北浜3丁目1-21 松崎ビル

### 総局
各総局の傘下に地域単位の支局を有する。
- 筑豊（飯塚）
- 久留米
- 佐賀
- 長崎
- 熊本
- 大分

### 支局
- 宮崎
- 鹿児島

### 海外支局
3社連合の他の2社である中日新聞・東京新聞・北海道新聞と海外取材網を融通している。その中でも、バンコク支局は他の全国紙やテレビ各局と違う視点で東南アジア情勢を伝えており九州以外に在住の電子版読者からも一目置かれている。また現会長・元社長の柴田建哉がバンコク特派員を経験した。
- ワシントン：田端良成
- パリ：高木昭彦
- 中国総局（北京）：椛島滋
- ソウル：神屋由紀子（釜山駐在：内門博）
- 台北：小山田昌生
- バンコク：稲田二郎

### 印刷工場
福岡市博多区井相田2丁目1-60 西日本新聞製作センター

## 発行している新聞
- 西日本新聞
- 西日本スポーツ（ウェブ版「otto!」のみ）
- ファンファン福岡 - 街ガイド
- オーエン

## 主なグループ会社
2023年3月31日現在。
連結子会社
- 株式会社西日本新聞ビルディング
- 株式会社西日本新聞プロダクツ
- 株式会社西日本新聞広告社
- 株式会社西日本新聞総合オリコミ
- 株式会社西日本新聞メディアラボ
- 株式会社悠研社
- その他5社

## 主なイベント
ここでは、毎年行われる「定番」のものを掲載。

### 主催・共催
- 全日本選抜柔道体重別選手権大会（2007年から暫く）
- 金鷲旗高校柔道大会
- 玉竜旗高校剣道大会
- 将棋 男女の王位戦・囲碁の天元戦
- 筑後川花火大会
- ボリショイサーカス福岡公演
- 九州国立博物館の特別展（NHK福岡放送局もしくは福岡県の民放と共同）

### 後援
- 関門海峡花火大会（門司側）
- 延岡西日本マラソン

## 西日本新聞社が出資している主な放送事業者
2022年現在。
※は、フジテレビ/FNN・FNS系列（クロスネット局含む）。○は、日本テレビ/NNN・NNS、△は、TBSテレビ/JNN、◎はテレビ朝日/ANN、◇はテレビ東京/TXN。
（会社名）は、影響力が最も強い新聞社。なお、長らく提携している産業経済新聞社の株式は、現在はフジ・メディア・ホールディングス（テレビ西日本のキー局であるフジテレビの持株会社）名義となっている。
ブロック紙3社連合を構成する北海道新聞社（道新）、中日新聞社との違いは、道新と中日が、発行エリア外の民放局にも出資しているのに対し、西日本新聞では「地域主義」を堅持し、エリア外の局への出資が殆ど無い。その分、出資額が手薄の局に於いても、一般のスポンサーとしてCMを大量に流し、「地元の新聞」で在る事を、より強烈にアピールしている。

### 福岡県
- 株式会社テレビ西日本（フジ・メディア・ホールディングス）※
- 株式会社TVQ九州放送（日本経済新聞社）◇
- 株式会社RKB毎日ホールディングス（RKB毎日放送株式会社の放送持株会社。毎日新聞社）△
- 九州朝日放送株式会社（朝日新聞社）◎
- 株式会社福岡放送（読売新聞グループ本社[注釈 31]。九州電力系列でもある。）○
- 株式会社エフエム福岡（読売新聞グループ本社・朝日新聞社[注釈 32]）
- かつてはエフエム九州（現・CROSS FM）にも出資していたが、2008年に事情により資本解消。友好関係は続いている模様。

### 佐賀県
- 株式会社サガテレビ（佐賀新聞社。九州電力系列でもある。）※

### 長崎県
- 株式会社テレビ長崎（読売新聞グループ本社。なお2023年現在も読売新聞が筆頭株主である。）※
- 長崎文化放送株式会社（長崎新聞社、朝日新聞社）◎
- 株式会社長崎国際テレビ（読売新聞グループ本社、フジ・メディア・ホールディングス）○
- 株式会社エフエム長崎（読売新聞グループ本社）

### 熊本県
- 株式会社テレビ熊本（フジ・メディア・ホールディングス、朝日新聞社）※
- 株式会社熊本県民テレビ（読売新聞グループ本社、熊本日日新聞社[注釈 33]）○
- 熊本朝日放送株式会社（朝日新聞社、電波新聞社、熊本日日新聞社）◎
- 株式会社エフエム熊本（熊本日日新聞社）

### 大分県
- 株式会社テレビ大分[注釈 34]（読売新聞グループ本社、大分合同新聞社）○※
- 大分朝日放送株式会社（朝日新聞社、大分合同新聞社、フジ・メディア・ホールディングス）◎
- 株式会社エフエム大分（大分合同新聞社）

### 宮崎県
(2018年3月31日で発行・販売終了)
- 株式会社テレビ宮崎[注釈 35]（フジ・メディア・ホールディングス、読売新聞グループ本社、宮崎日日新聞社）※○◎
- 株式会社エフエム宮崎（宮崎日日新聞社、朝日新聞社）

### 鹿児島県
(2018年3月31日で発行・販売終了)
- 鹿児島テレビ放送株式会社（南日本新聞社、フジ・メディア・ホールディングス、読売新聞グループ本社）※
- 株式会社鹿児島放送（朝日新聞社、南日本新聞社[注釈 36]）◎
- 株式会社鹿児島讀賣テレビ（読売新聞グループ本社、南日本新聞社）○
- 株式会社エフエム鹿児島（南日本新聞社、朝日新聞社）

### 東京都
(発行エリア外)
- 株式会社WOWOW
- 読売中京FSホールディングス株式会社（株式会社福岡放送の持株会社。読売新聞グループ本社）○

## 著名な出身者
- 夢野久作（作家） - 九州日報記者出身
- 長谷川峻（元自由民主党衆議院議員） - 九州日報記者出身
- 長谷川町子（『サザエさん』で有名な漫画家。戦時中に学芸部に勤務、終戦直後に退社）
- 伊藤昌哉（池田勇人秘書、政治評論家）
- 木庭健太郎（元参議院議員）
- 吉田宏（元福岡市長）
- 田中諭吉（プランナー） - 福岡日日新聞社企画広告部出身

## 不祥事
2025年2月14日 - 西日本新聞社から九州大学に出向していた男性社員が、虚偽の出張を繰り返し旅費計約238万円を不正受給していたことを九州大学が発表。この男性社員は、西日本新聞社からも寄付講座関連の交通費約150万円を不正受給したとして、22年4月に懲戒解雇されていた。